# Колективний розум
Колекти́вний ро́зум (або колекти́вний інтеле́кт, англ. collective intelligence) — термін, що з'явився у середині 1980-х років у соціології при вивченні процесу прийняття рішень групою людей. Дослідники з NJIT визначили, що поняття «колективний розум» — це здатність осіб в груповій формі більш ефективно знаходити рішення задачі, ніж знайти найкраще індивідуальне рішення у цій групі. Це поняття застосовується в соціобіології, політології та у комп'ютерних програмах, призначених для групового рецензування та краудсорсингу. Поняття колективного інтелекту може торкатися консенсусу, соціального капіталу, і таких понять, як вибіркові системи, соціальні медіа та інші методи обліку суспільної діяльності.
Колективний розум також приписується бактеріям і тваринам.
Його можна розуміти як властивість, що виникає в результаті взаємодії між: 1) даними — інформацією — знанням; 2) програмним і апаратним забезпеченням; 3) фахівцями (як носіями нових ідей, так і визначними авторитетами), що, використовують зворотний зв'язок, постійно навчаються виробляти інформацію необхідну у даний конкретний момент для прийняття кращих рішень, аніж ті, що можуть прийняти її окремо. Або, в більш вузькому сенсі, властивість, яка виникає у результаті взаємодії між людьми і методами обробки інформації. Колективний інтелект, що розуміється таким чином, іменується «симбіотичним інтелектом» та описаний Норманом Лі Джонсоном. Цей термін використовується у соціології, бізнесі, комп'ютерних науках і засобах масової інформації. Він також зустрічається у науковій фантастиці.
Згідно дослідників Леві і Дерику де Керкхову, його відносять до властивостей мережних Інформаційних та комунікаційних технологій. Його призначення розширювати загальний фонд соціальних знань, шляхом одночасного збільшення можливостей для взаємодії між людьми.
Колективний інтелект демонструє перехід індивідуальних знань до колективних. Згідно з Реймондом і Херцом програми з штучним (колективним) інтелектом з відкритим кодом рано чи пізно почнуть приносити результати, що перевершуватимуть ті, які принесені пропрієтарним програмним забезпеченням у рамках корпорацій (Тері Флю 2008).
У той самий час Генрі Дженкінс розглядає колективний розум як 'альтернативне джерело влади медіа, тісно пов'язаний з культурою конвергенції. Він звертає увагу на освіту й на те, як люди вчаться брати участь у подібних заходах поза межами формального навчання. Дженкінс критикує школи, що заохочують застосування програм, які допомагають автоматичному вирішенню задач та сприяють «замкнутості учнів», при цьому налаштовані проти навчання з використанням засобів колективного інтелекту.
Врешті-решт, як П'єр Леві, так і Генрі Дженкінс поділяють думку, що колективний розум є важливим для процесу демократизації суспільства, оскільки він тісно пов'язаний із культурою, основаною на знаннях, підтримуваних спільним використанням ідей. Таким чином, він робить внесок у краще розуміння геторогенного суспільства різними його членами.
До письменників, які мали вплив на ідею колективного інтелекту, відносять: Дугласа Гофстедтера, Пітера Расела, Тома Атлі, П'єра Леві, Говарда Блума, Франсіса Хейлігена, Дугласа Енгельбарта, Кліфа Джосліна, Рона Дембо, Готфрида Маєра-Креса.

## Історія
Концепція, передуюча сучасному терміну, зустрічається в ентомолога Вільяма Мортона Вілера, який відзначає, що індивідууми, які здаються незалежними, можуть співпрацювати так тісно, що стають невідрізними від єдиного організму.
У 1912 Еміль Дюркгейм встановив, що суспільство є єдиним джерелом логічного мислення у людини. У своїй книзі «Елементарні форми релігійного життя» він стверджував, що суспільство являє собою більш високоінтелектуальну форму, оскільки воно перевершує індивідуума як у просторовій, так і часовій протяжності. Інші попередники включають у себе концепцію «ноосфери» Володимира Вернадського и концепцію «світового мозку» Герберта Веллса. Пітер Расел, Елізабет Сантуріс і Барбара Маркс Хабард надихалися образами ноосфери — трансцендентного, швидко еволюціонуючого колективного інтелекту — інформаційної «кори» планети. Філософ П'єр Леві пізніше також розглядав цю думку.

## Аспекти
Говард Блум розглядав масову поведінку — колективну поведінку, починаючи з рівня кварків і закінчуючи бактеріальними, рослинними, тваринними і людськими спільнотами. Він звертав увагу на біологічне пристосування, яке перетворило більшість істот, що мешкають на Землі у компоненти того, що він сам потім назвав самонавчальною машиною. У 1986 році Блум поєднав ідеї апоптоза, Конекціонізму, паралельної розподіленої обробки, групового відбору і суперорганізму, і розробив теоретичне пояснення того, як працює колективний інтелект. Пізніше він продемонстрував, як колективний інтелект конкуруючих бактеріальних колоній і людських спільнот може бути пояснений термінами, що згенеровані комп'ютерами складних адаптивних систем і генетичних алгоритмів, введених Генрі Голландом.
Блум простежив еволюцію колективного інтелекту до наших предків-бактерій, що існували мільярд років тому і продемонстрував, як багатовидовий інтелект функціонував від моменту зародження життя.
Девід Скрбіна цитує концепцію групового розуму як похідну від платонівської концепції панпсихізму (у який стверджується, що свідомість всюдисуща та присутня в усій матерії). Він розробляє концепцію «групового розуму» у тому виді, в якому її сформулював Томас Гоббс у «Левіфані» та аргументацію Фехнера у користь масової свідомості людства. Він цитує Дюркгейма як найбільш видатного адвоката «колективної свідомості» і Тейяра де Шардена, як мислителя, що сформулював філософські висновки, які випливають із концепції групового розуму.
Том Етлі в першу чергу концентрується на людях та на можливостях збільшення того, що Говард Блум називав «груповим IQ». Етлі висловлює думку, що колективному інтелекту можна посприяти з метою «подолання групового мислення й індивідуальних когнітивних спотворень» для того, щоб колектив співпрацював у спільному процесі — одночасно отримуючи користь від більш високої інтелектуальної ефективності". Джорж Пор означив феномен колективного інтелекту як «здатність людських спільнот еволюціонувати у напрямку складності більш високого порядку і гармонії, використовуючи такі механізми як диференціація та інтеграція, суперництво і співпраця». Етлі і Пор стверджують, що «колективний інтелект також включає у себе досягнення єдиного фокусу уваги та стандартів вимірювання, які забезпечують відповідну граничну умову для дій». Їх підхід утверджується на «метафорі наукового товариства».
Етлі й Пор вважають, що сферу колективного інтелекту слід в першу чергу розглядати як людське підприємство, у якому образ думок, бажання ділитися та відкритість цінностям розподіленого інтелекту, що слугує на загальне благо, надзвичайно важливі. Індивідууми, що поважають колективний інтелект, впевнені у власних силах і розуміють, ціле дійсно більше, ніж сума будь-яких його складових. Максимізація колективного інтелекту залежить від здатності прийняти та розвинути «золоту пропозицію», якою є будь-яка з потенційно корисних ідей будь-якого учасника. Групове мислення часто перешкоджає реалізації колективного інтелекту, дозволяючи внесення ідей лише декільком обраним індивідуумам або відкидаючи потенційні «золоті пропозиції», не розроблюючи їх до реалізації.
Роберт Девід Стіл у своєму Новому ремеслі розвідки зобразив усіх громадян як «резервістів служби безпеки», які здатні створити «громадську службу безпеки», яка зможе забезпечити чесність громадських діячів і директорів корпорацій, що засновується лише на законних та етичних джерелах інформації, перевертаючи самі ідею «національної безпеки» з ніг на голову.
Згідно Дону Тапскоту й Ентоні Д. Вільямсу, колективний інтелект — це масова співпраця. Для реалізації цієї ідеї повинні мати місто чотири принципи:

### Відкритість
Спільне використання ідей та інтелектуальної власності: попри те, що ці ресурси дозволяють отримати перевагу над конкурентами, дозвіл використовувати ідеї іншим, вносити суттєві покращення та уважно вивчати їх, дозволяє врешті-решт накопичити більше переваг шляхом співпраці.

### Піринг
Горизонтальна організація як з ‘відкритістю’ програм під Лінукс, коли користувачі можуть вільно змінювати програму і доробляти її, за умови, що вони роблять її доступною для інших. Піринг має успіх, бо стимулює самоорганізацію — цей стиль роботи для декотрих задач є більш ефективним, ніж ієрархічна структура врядування

### Спільне використання
Компанії почали надавати деякі ідеї для спільного використання, в той же час зберігаючи до певної міри контроль над іншими, такими, як права на потенційні й критично важливі патенти. Обмеження доступу до всієї інтелектуальної власності закриває шлях до нових можливостей, у той час як відкриття деяких для спільного використання виводить на ринки нові продукти та розширює їх.

### Глобалізація
Розвиток комунікаційних технологій викликав розквіт комунікаційних компаній за низьких витрат. Інтернет широко доступний, тому глобально інтегрована компанія не обмежена географічно та має доступ до нових ринків, ідей і технологій.

## Приклади
Глобальна ф'ючерсна система колективного інтелекту (GFIS) за адресою www.themp.org була створена в рамках «Проект Міленіум» (Millennium Project) у 2012.
Політичні партії мобілізують велику кількість людей для формування політичного курсу, вибору кандидатів, фінансування та проведення виборчої кампанії. Інформація, зосереджена шляхом різних методів голосування дозволяє різним можливим шляхам конвергувати, приймаючи припущення, що неінформативне голосування є до певної міри випадковим і може бути виключене з процесу прийняття рішень, лишаючи в залишку тільки інформативну згоду. Критики вказують, що часто невдалі ідеї, неправильні та хибні уявлення широко розповсюджені, і що структурування процесу прийняття рішень має враховувати думку експертів, які ймовірно мають меншу тенденцію до випадкового голосування або голосуванню на основі хибної інформації у заданій сфері.
Військові підрозділи, профспілки та корпорації задовольняють деякі з означень КІ — найсуворіше означення потребувало б здатність реагувати на дуже широкий спектр умов без обмежень дій, вихідних з наказів або вказівок від «закону» чи «клієнтів». Рекламні онлайн-бюро, використовують колективний інтелект для того, щоб обійтись без традиційних маркетингових і дизайнерських студій.
В контексті, створюваному учнями (Learner generated context) група користувачів мобілізує ресурси для створення середовища, яке відповідає їх потребам, часто (хоча й не виключно) у зв'язку з спільними конфігурацією, створенням і плануванням спеціального простору навчання, який дозволить учням створити свій власний контекст. Контекст, створюваний учнями являє собою спеціально для даного випадку створене суспільство, що сприяє координації спільних дій у довірчому середовищі. Приклади створюваного учнями контексту можуть бути знайдені в інтернеті, де співпрацюючи користувачі об'єднують знання в «просторі спільно використовуваного інтелекту» («shared intelligence space»).
Такому, як Вікіпедія. Разом з розвитком інтернету розвинулися і концепції КІ як спільно використовуваного публічного форуму. Глобальна доступність інтернету дозволила більшій кількості людей, ніж коли-небудь, ділитися ідеями й звертатися до ідей інших. Акторам театру імпровізації також відома різновидність колективного інтелекту, яку вони називають 'груповим розумом'. Іншим прикладом колективного інтелекту можуть слугувати змагання ідей.
Спеціалізовані інформаційні сайти, такі як Огляд цифрової фотографії (Digital Photography Review) або Камера Лабс (Camera Labs), є прикладом колективного інтелекту. Будь-хто, маючи доступ до інтернету, може поділитися своїми знаннями через спеціалізовані інформаційні сайти.

## Математичні методи
Іноді, особливо теоретики, більш зосереджені на штучному інтелекті, використовують «коефіцієнт колективного інтелекту» (або «коефіцієнт кооперації») — який імовірно може бути виміряний аналогічно «особистому» коефіцієнту інтелекту (IQ) — роблячи, таким чином, можливим визначення маргінального додаткового інтелекту, приєднуваного кожним новим учасником колективного процесу, таким чином, використовуючи метричні простори для того, щоб уникнути небезпек групового мислення та дурниці.
У 2001 році, Тадеуш Шуба з польської Академії Гірської Справи й Металургії запропонував формальну модель феномену колективного інтелекту. Прийнято, що КІ є несвідомим, випадковим, паралельним і розподіленим обчислювальним процесом, виконуваним у середовищі математичної логіки соціальною системою. У цій моделі істоти та інформація змодельовані як абстрактні молекули інформації, що несуть у собі вирази, записані мовою математичної логіки. Їх взаємодії в абстрактному просторі обчислень створює багатопотокові процеси логічних висновків, які ми сприймаємо як колективний інтелект. Таким чином, використовувана модель обчислень є не-Тьюрінговою. Ця теорія припускає просте формальне визначення колективного інтелекту як властивості соціальної системи, й, схоже, що вона успішно працює для широкого кола істот, починаючи від колоній бактерій і до людських соціальних систем. Зі сприйняття колективного інтелекту як особливого обчислювального процесу витікає прямолінійне пояснення деяких соціальних феноменів. Для цієї моделі колективного інтелекту було запропоновано формальне визначення КСІ (Коефіцієнт соціального інтелекту, QS — IQ Social) визначене як «функція розподілу ймовірності від часу й домену логічних висновків з N елементів, що відображає діяльність з утворенням логічних висновків у соціальній систем». Хоча IQS здається обчислювально важким, моделювання соціальної системи в термінах обчислювального процесу, описаного вище дає шанс на приблизні обчислення. Одним із потенційних застосувань є оптимізація компаній шляхом максимізації їх IQS, і аналіз резистентності до ліків на предмет колективного інтелекту бактеріальних колоній.

## Результати досліджень
В процесі досліджень вчені дійшли висновку, що при роботі у колективі важливі не стільки інтелектуальні здібності кожного з членів групи, скільки їх соціальна сприйнятливість, кількість жінок і відсутність яскраво вираженого лідера при наявності вираженого прагнення до домінування у членів.